# فوهة مركبة

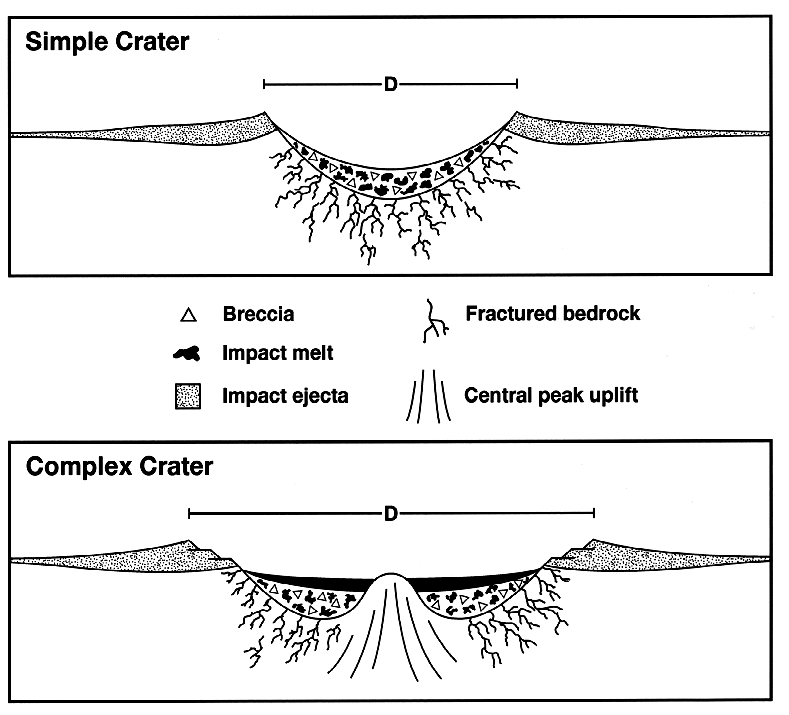
رسم يوضح الفرق بين الفوهة العادية والفوهة المُركبة.

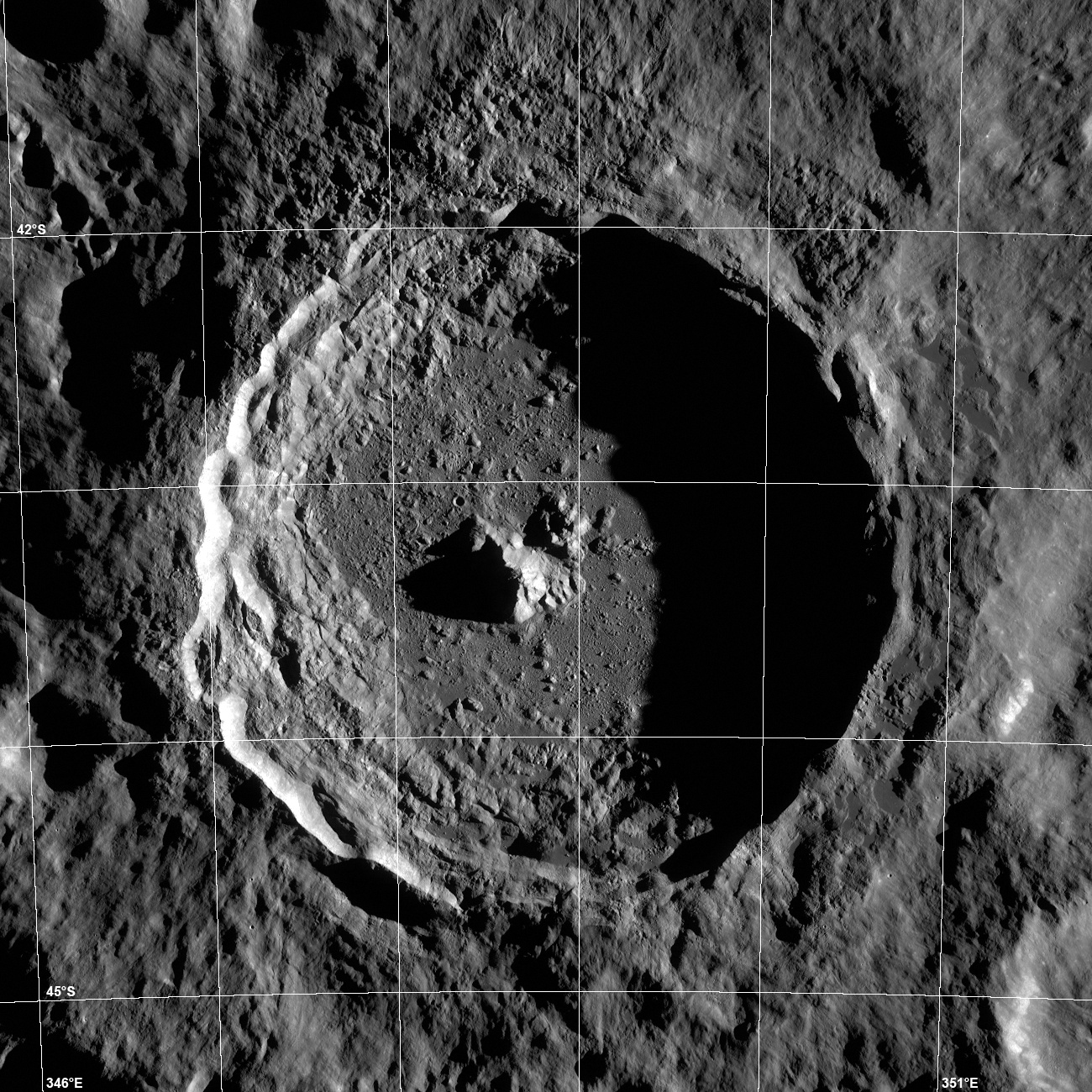
الفوهة القمرية تيشو.

الفوهة المُركبة هي نوع من مورفولوجيا الفوهات الصدمية.
بالإضافة إلى حجم الحافة المؤكد الذي يتغير بواسطة الجاذبية الكوكبية، الانهيار والتغيير للتجويف العابر هو أكثر اتساعًا بكثير، وينتج عنه بنية تُسمى الفوهة المُركبة. إن انهيار التجويف العابر مدفوع بالجاذبية، ويشمل كل من رفع المنطقة المركزية والانهيار الداخلي للحافة.